# Psychotria alba
Psychotria alba är en måreväxtart som beskrevs av Hipólito Ruiz López och Pav.. Psychotria alba ingår i släktet Psychotria och familjen måreväxter. Inga underarter finns listade i Catalogue of Life.